# Electrocromismo
El electrocromismo es la propiedad que poseen algunas especies químicas para el cambio de color de forma reversible cuando se les aplica una carga eléctrica.
Un buen ejemplo de material electrocrómico es la polianilina que pueden ser sintetizados por oxidación química o electroquímica de la anilina. Si un electrodo es sumergido en ácido clorhídrico conteniendo una baja concentración de anilina, puede crecer en el electrodo una película de polianilina. De acuerdo con el estado redox, la polianilina puede ser o amarillo pálido o verdinegro sombreado. Otros materiales electrocrómicos para los que se han encontrado aplicaciones tecnológicas son los viológenos y los polyoxotungstatos. Podemos citar como otro ejemplo de material electrocrómico el óxido de tungsteno (WO3), que es la especie química utilizada en la fabricación de ventanas electrocrómicas (llamadas ventanas inteligentes).
Como el cambio de color es persistente y se necesita energía para realizar un cambio de color, los materiales electrocrómicos se utilizan para controlar las cantidades de luz y de calor que pueden pasar a través de una ventana inteligente, y también se aplican en la industria automotriz para teñir los espejos según las diferentes condiciones de iluminación. Los viológenos se utilizan en combinación con el dióxido de titanio (TiO2) para la fabricación de pantallas digitales más pequeñas. Esta combinación podría llegar a sustituir a las pantallas de cristal líquido ya que el viológeno, (normalmente de un color azul oscuro) contrasta fuertemente con el blanco brillante del titanio, dando así una gran legibilidad a la pantalla.